# International Soccer League de 1962
A International Soccer League foi uma competição de futebol realizada na cidade americana de Nova Iorque.[carece de fontes?] Segundo o jornal norte-americano The New York Times e o brasileiro O Estado de S. Paulo, ambos de 24 de maio de 1961, a competição tinha a autorização da FIFA. Essa autorização foi ratificada por Stanley Rous, então presidente da Associação Inglesa de Futebol, secretário-geral e vice-presidente da FIFA, além de presidente desta de 1962 a 1974. A própria FIFA cita a International Soccer League em seu site oficial.
A Liga foi fundada em 1960 por William "Bill" Cox, milionário americano fã de esportes. Participaram 12 times de 12 países diferentes, com a escolha baseada na suas respectivas classificações nas temporadas 1958/59 e 1959/60. O America, campeão carioca de 1960, foi o clube brasileiro convidado.

## Classificação da 1ª Fase

### Grupo A
| Pos | Equipe             | PG | J | V | E | D | GP | GS | SG | Classificação        |
| --- | ------------------ | -- | - | - | - | - | -- | -- | -- | -------------------- |
| 1   | America            | 8  | 5 | 3 | 2 | 0 | 11 | 8  | +3 | Classificado à final |
| 2   | Reutlingen 05      | 7  | 5 | 3 | 1 | 1 | 6  | 1  | +5 |                      |
| 3   | Chivas Guadalajara | 4  | 5 | 1 | 2 | 2 | 7  | 7  | 0  |                      |
| 4   | Palermo            | 4  | 5 | 1 | 2 | 2 | 7  | 8  | –1 |                      |
| 5   | Dundee             | 4  | 5 | 1 | 2 | 2 | 9  | 11 | –2 |                      |
| 6   | Hajduk Split       | 3  | 5 | 1 | 1 | 3 | 8  | 10 | –2 |                      |

### Grupo B
| Pos | Equipe        | PG | J | V | E | D | GP | GS | SG | Classificação        |
| --- | ------------- | -- | - | - | - | - | -- | -- | -- | -------------------- |
| 1   | Belenenses    | 9  | 5 | 4 | 1 | 0 | 14 | 6  | +8 | Classificado à final |
| 2   | Wiener        | 6  | 5 | 2 | 2 | 1 | 11 | 17 | –6 |                      |
| 3   | Panathinaikos | 5  | 5 | 1 | 3 | 1 | 9  | 12 | –3 |                      |
| 4   | MTK           | 4  | 5 | 1 | 2 | 2 | 10 | 12 | –2 |                      |
| 5   | IF Elfsborg   | 3  | 5 | 0 | 3 | 2 | 12 | 16 | –4 |                      |
| 6   | Real Oviedo   | 3  | 5 | 0 | 3 | 2 | 7  | 10 | –3 |                      |

## Jogos
Jogos do America no Grupo B:
| Data        | Time 1  |        | Placar |                                               | Time 2             | Estádio                  |
| ----------- | ------- | ------ | ------ | --------------------------------------------- | ------------------ | ------------------------ |
| 20 de maio  | America | Brasil | 1 x 1  | México                                        | Chivas Guadalajara | Estádio Jalisco          |
| 1 de Junho  | America | Brasil | 3 x 2  | Itália                                        | Palermo            | Estádio Soldier Field    |
| 3 de Junho  | America | Brasil | 3 x 2  | República Socialista Federativa da Iugoslávia | Hajduk Split       | Estádio Randall´s Island |
| 10 de Junho | America | Brasil | 1 x 1  | Alemanha Ocidental                            | Reutlingen 05      | Estádio Randall´s Island |
| 16 de Junho | America | Brasil | 3 x 2  | Escócia                                       | Dundee             | Estádio Randall´s Island |

#### Final
Ida
| 1 de agosto | America             | 2 – 1 | Belenenses  | Estádio Randall´s Island |
|             | Luís Carlos · Mauro |       | Gol marcado |                          |

Volta
| 5 de agosto | Belenenses | 0 – 1 | America | Estádio Randall´s Island |
|             |            |       | Zezinho |                          |

## Classificação Geral
| Pos | Equipe             | PG | J | V | E | D | GP | GS | SG | Classificação               |
| --- | ------------------ | -- | - | - | - | - | -- | -- | -- | --------------------------- |
| 1   | America            | 12 | 7 | 5 | 2 | 0 | 14 | 9  | +5 | Campeão                     |
| 2   | Belenenses         | 9  | 7 | 4 | 1 | 2 | 15 | 9  | +6 | Vice-campeão                |
| 3   | Reutlingen 05      | 7  | 5 | 3 | 1 | 1 | 6  | 1  | +5 | Eliminados na primeira fase |
| 4   | Wiener             | 6  | 5 | 2 | 2 | 1 | 11 | 17 | –6 | Eliminados na primeira fase |
| 5   | Panathinaikos      | 5  | 5 | 1 | 3 | 1 | 9  | 12 | –3 | Eliminados na primeira fase |
| 6   | Chivas Guadalajara | 4  | 5 | 1 | 2 | 2 | 7  | 7  | 0  | Eliminados na primeira fase |
| 7   | Palermo            | 4  | 5 | 1 | 2 | 2 | 7  | 8  | –1 | Eliminados na primeira fase |
| 8   | MTK                | 4  | 5 | 1 | 2 | 2 | 10 | 12 | –2 | Eliminados na primeira fase |
| 9   | Dundee             | 4  | 5 | 1 | 2 | 2 | 9  | 11 | –2 | Eliminados na primeira fase |
| 10  | Hajduk Split       | 3  | 5 | 1 | 1 | 3 | 8  | 10 | –2 | Eliminados na primeira fase |
| 11  | IF Elfsborg        | 3  | 5 | 0 | 3 | 2 | 12 | 16 | –4 | Eliminados na primeira fase |
| 12  | Real Oviedo        | 3  | 5 | 0 | 3 | 2 | 7  | 10 | –3 | Eliminados na primeira fase |

## Premiação
| International Soccer League de 1962 |
| Brasil                              |
| ----------------------------------- |
| AMERICA Campeão (1º título)         |

## American Challenge Cup
Nos anos de 1960 e 1961 o campeão da International Soccer League conquistava automaticamente o American Challenge Cup. De 1962 a 1965 o campeão deste troféu era determinado a partir de um duelo entre o campeão da International Soccer League do ano atual contra o do ano anterior.
| Equipe      | Classificação                                  |
| ----------- | ---------------------------------------------- |
| Dukla Praha | Campeão da International Soccer League de 1961 |
| America     | Campeão da International Soccer League de 1962 |

#### Resultados
Ida
|  | America | 1 – 1 | Dukla Praha |  |
|  |         |       |             |  |

Volta
|  | Dukla Praha | 2 – 1 | America |  |
|  |             |       |         |  |

## Premiação
| American Challenge Cup de 1962  |
| Tchecoslováquia                 |
| ------------------------------- |
| DUKLA PRAHA Campeão (2º título) |